# Eubacterium
Eubacterium è un genere di batterio appartenente alla famiglia delle Eubacteriaceae.